# Андрей Лешков
Андрей Костадинов Лешков е български философ и преводач.

## Биография
Роден на 29 август 1960 г. в Краснодар, Южна Русия. През 1983 г. завършва специалност „Философия“ в Софийския държавен университет.
От 1984 до 1996 г. работи в Института по философия в БАН. От 1996 до 2006 г. преподава в софийски гимназии и работи като редактор в издателство „Кибеа“. Между 2006 и 2012 г. е главен експерт в Народното събрание, главен сътрудник в Центъра за конституционни изследвания. Той е също научен редактор на повечето издания, излезли в поредицата „Res publica“ на Университетско издателство „Св. Климент Охридски“ под общата редакция на Георги Близнашки.
В негов превод излизат „Понятието за политическото“ от Карл Шмит и „Философията на не-щастието“ от Лудвиг Маркузе. Научен редактор е на българските издания на „Небе и Ад“ от Емануел Сведенборг, „Що е третото съсловие?“ от Еманюел Сийес, „Изкуството да бъдем щастливи“ от Артур Шопенхауер, „Смисълът на нациите“ от Пиер Манан, „Ответен огън“ от Пиер Бурдийо и „Наука за четенето. Проект за нова филология“ от Хелге Юрдхайм.
На 29 август 2020 г. умира от инфаркт в София.